# Збандут Юлій Федорович
Збандут Юлій Федорович (22 жовтня 1942 — 17 січня 2011) — Майстер з виготовлення народних музичних інструментів, композитор. Дипломант Всеукраїнського телевізійного конкурсу «Сонячні кларнети» (1976).
Народився селі Камелик Саратовської області. Закінчив Артемівське музичне училище (Донецька обл., 1961 рік, клас диригування). Відтоді — артист Харківської філармонії; 1982-1984 — музичний редактор Черкаської філармонії; 1984-1990 — викладач Черкаської музичної школи № 1; 1990-1992 — майстер з виготовлення народних інструментів музично-виробничого центру «Культура» (Київ).
Створив низку пісень на слова відомих поетів, зокрема Ліни Костенко, Бориса Олійника, Миколи Вінграновського, Василя Герасим'юка.
Багато років майстер присвятив реконструкції та виготовленню кобз. На його інструментах, зокрема, грають в Національному оркестрі народних інструментів та в ансамблі кобз «Коло».
Ю.Збандут винайшов і застосував у конструкції кобз «систему замкненої ударної хвилі», придатну для виготовлення різних музичних інструментів, а також зробив низку вдосконалень, створивши акустичний інструмент за новими принципами.
Помер Юлій Збандут 17 січня 2011 року в Черкасах.